# Echte koeskoezen
Echte koeskoezen (Phalanger) zijn een geslacht van buideldieren uit de familie der koeskoezen (Phalangeridae). De wetenschappelijke naam van het geslacht werd in 1788 gepubliceerd door Storr.

## Verspreiding en leefgebied
De soorten uit dit geslacht komen voor rondom Nieuw-Guinea en op de Molukken. Ze zijn ingevoerd van Timor tot San Cristóbal in de oostelijke Salomonseilanden. Ook op Kaap York-schiereiland komt één soort voor.

## Taxonomie
Tot 1987 werden alle koeskoezen, op de koesoes na, tot het geslacht Phalanger gerekend.  Daarna werden enkele soorten in de geslachten beerkoeskoezen (Ailurops), gevlekte koeskoezen (Spilocuscus) en Strigocuscus geplaatst. Later zijn enkele soorten uit Strigocuscus terug naar Phalanger verplaatst.

## Soorten
Het geslacht omvat de volgende soorten:
- Phalanger alexandrae – Gebekoeskoes
- Phalanger breviceps
- Phalanger carmelitae – Bergkoeskoes
- Phalanger gymnotis – Grondkoeskoes
- Phalanger intercastellanus – Zuidoostelijke koeskoes
- Phalanger lullulae – Woodlarkkoeskoes
- Phalanger matabiru – Ternatekoeskoes
- Phalanger matanim
- Phalanger mimicus – Zuidwestelijke koeskoes
- Phalanger orientalis – Witte koeskoes
- Phalanger ornatus
- Phalanger pelengensis
- Phalanger rothschildi – Obikoeskoes
- Phalanger sericeus
- Phalanger vestitus